# Benja
Benjamín Martínez Martínez, noto semplicemente come Benja (Terrassa, 23 agosto 1987), è un calciatore spagnolo, attaccante svincolato.